# Флаг Флеволанда
Флаг Флеволанда — официальный символ нидерландской провинции Флеволанд. Состоит из двух широких горизонтальных полос, синей (сверху) и зелёной (снизу), разделённых узкой жёлтой полосой. В крыже флага — белый флёр-де-лис.

## Символика
Жёлтая полоса с левой стороны волнистая, что символизирует поля зрелой пшеницы, цветущего рапса и сельское хозяйство в целом. Зелёная полоса обозначает равнинные луга, а синяя — море, на осушённом участке которого основана провинция.
Геральдическая лилия взята из семейного герба инженера Корнелиса Лели (нидерл. Cornelis Lely), автора плана, легшего в основу проекта «Зёйдерзе», благодаря которому и стало возможным создание Флеволанда. Лилия присутствует и на флага Лелистада, столицы провинции.

## Дизайн и пропорции
Соотношение длины и ширины флага составляет 2:3, как и у флага Нидерландов. Синяя и зелёная полосы (официально — тёмно-синяя и светло-зелёная) одинаковы по размерам и составляют 16/37 от ширины флага каждая. Жёлтая полоса (тёмно-жёлтая) занимает 5/37 ширины. Соотношение 16:5:15 относится только к левой, древковой части флага, где жёлтая полоса волнится.
Жёлтая полоса делает три изгиба; с 10/17 ширины флага она становится прямой.
Высота белой лилии составляет примерно одну третью ширины флага.

## История
11 декабря 1985 года Временная администрация Флеволанда выразила своё согласие с дизайном ранее разработанного флага. Флаг был впервые вывешен 9 января 1986 года во время официальной церемонии создания провинции. 15 февраля 1989 года Совет депутатов Флеволанда составил официальное описание флага.